# Gashuha (periodiskt vattendrag)
Gashuha är ett periodiskt vattendrag i Burundi.   Det ligger i provinsen Ngozi, i den centrala delen av landet, 80 kilometer nordost om huvudstaden Bujumbura.
Omgivningarna runt Gashuha är en mosaik av jordbruksmark och naturlig växtlighet. Runt Gashuha är det tätbefolkat, med 442 invånare per kvadratkilometer.